# Stade Elmo Serejo Farias
Le Stade Elmo Serejo Farias (en portugais : Estádio Elmo Serejo Farias), également connu sous le nom de Serejão ou encore de Boca do Jacaré, est un stade de football brésilien situé dans la région administrative de Taguatinga, dans l'État du District fédéral.
Le stade, doté de 27 000 places et inauguré en 1978, sert d'enceinte à domicile aux équipes de football du Taguatinga Esporte Clube et du Brasiliense Futebol Clube.
Le stade porte le nom d'Elmo Serejo Farias, homme politique et ancien gouverneur du District fédéral entre 1974 et 1979, à l'époque de la construction du stade.

## Histoire
Le stade ouvre ses portes en 1978. Il est inauguré le 23 janvier 1978 lors d'une victoire 1-0 des locaux du Taguatinga EC sur le Vila Nova (le premier but officiel au stade étant inscrit par Dinarte, joueur du Taguatinga EC).
À partir du 9 octobre 1999, le stade ferme pour être entièrement rénové. Le dernier match avant la fermeture est une défaite 4-0 de l'Atlântida contre le Bandeirante.
Les deux principales équipes de la ville (dont l'Atlântida) disparaissent en 2000, et le stade reste vide jusqu'en avril 2001.
Le record d'affluence au stade est de 34 228 spectateurs lors d'une défaite 2-1 des locaux du Brasiliense FC contre le SE Gama le 2 juin 2001.
Le 15 mai 2002, la finale retour de la Copa do Brasil 2002 a lieu entre le Brasiliense et les Corinthians (1-1). Il s'agit de la première fois que le District fédéral accueille une finale de la Coupe du Brésil.
En 2016, une rénovation de la pelouse du stade amène le Brasiliense à déménager temporairement à l'Abadião, situé à quelques km,.
Depuis 2016, le stade accueille également des matchs de football américain, et est l'antre à domicile des équipes des Leões de Judá et des Tubarões de Cerrado.

## Événements
- 2002 : Finale retour de la coupe du Brésil de football